# Tockus
Tockus é um gênero de aves da família Bucerotidae.
As seguintes 10 espécies são reconhecidas:
- Calau-de-ruaha, (calau-de-bico-vermelho-da-tanzânia) Kemp & Delport, 2002 Tockus ruahae
- Calau-de-bico-vermelho-ocidental,(calau-de-bico-vermelho-da-guiné)  Tréca & Érard, 2000 Tockus kempi
- Calau-da-damaralândia, (calau-de-bico-vermelho-da-damaralândia)  Shelley, 1888 Tockus damarensis
- Calau-de-bico-vermelho-austral,  Sundevall, 1850  Tockus rufirostris
- Calau-de-bico-vermelho-setentrional,  Temminck, 1823  Tockus erythrorhynchus
- Calau-de-monteiro, (calau-do-namibe)  Hartlaub, 1865  Tockus monteiri
- Calau-da-áfrica-oriental,  Cabanis, 1868  Tockus deckeni
- Calau-de-turcana,  Ogilvie-Grant, 1891 Tockus jacksoni
- Calau-de-bico-amarelo-meridional, Lichtenstein, 1842  Tockus leucomelas
- Calau-de-bico-amarelo-oriental,  Rüppell, 1835  Tockus flavirostris